# WSV Oberhof 05
Wintersportverein Oberhof 05 e. V., kurz WSV Oberhof 05 oder WSV Oberhof, ist ein deutscher Wintersportverein in Oberhof.

## Eckdaten
Der WSV Oberhof 05 ging aus dem am 23. November 1990 aufgelösten ASK Vorwärts Oberhof hervor, der als einer der erfolgreichsten Wintersportvereine der Welt gilt. 16-mal Gold haben die Sportler des ASK bei fünf Olympischen Winterspielen zwischen 1956 und 1990 gewonnen. Nach der Wende konnte das vormalige System der DDR-Sportförderung in seinen Armeesportvereinen jedoch nicht weiter aufrechterhalten werden. Wie zuvor liegt ein Schwerpunkt bei der Talentsuche und Talentförderung im Nachwuchs- und Leistungssport in den Sportarten Biathlon, Skilanglauf, Skispringen und Nordische Kombination. Die vormals sehr erfolgreichen Sportarten Bob und Rodeln werden angeboten, werden aber mittlerweile auf professioneller Ebene im BSR Rennsteig Oberhof betrieben. Im Breitensport bietet der WSV auch Sommer- und Hallensportarten an: Fußball, Gymnastik, eine Laufgruppe, Mountainbikesport, Tennis, Tischtennis und Volleyball sowie im Behindertensport. Der Verein hat etwa 500 Mitglieder, neben aktiven Sportlern auch Trainer, Kampfrichter, Ordner und ehrenamtliche Helfer. Als Trainingszentrum für die Skilanglau-Sportarten nutzt der Verein die Lotto Thüringen Arena am Rennsteig. Skispringen wird auf der Schanzenanlage im Kanzlersgrund, für die Jugend auf der Schanzenanlage am Wadeberg, betrieben. Rennrodel- und Skeletonsport wird auf der Rennrodelbahn Oberhof betrieben, Bobsport aufgrund der fehlenden Anlauflänge jedoch nicht. Die Ausbildung der Juniorensportler erfolgt in Verbindung mit dem Sportgymnasium Oberhof.

## Biathlon

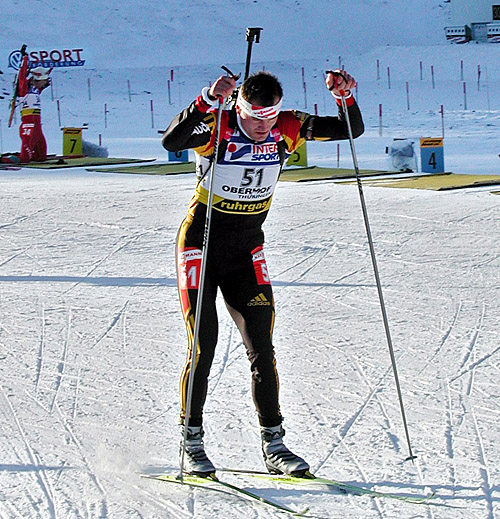
Sven Fischer bei einem Weltcuprennen 2003

Erfolgreichste Abteilung des Vereins ist der Biathlonsport. Erfolgreichste Athleten sind hier der zweifache Olympiasieger und achtfache Weltmeister (Angaben immer auf Starts für den WSV bezogen) Frank Luck sowie Sven Fischer mit vier Olympiasiegern und sieben Weltmeistertiteln. Mit Antje Misersky stellte der Verein eine dritte Olympiasiegerin, die darüber hinaus bei den erstmals 1992 ausgetragenen olympischen Biathlonwettbewerben in allen drei Rennen mindestens eine Silbermedaille gewann. Simone Greiner-Petter-Memm gewann olympisches Silber und fünf Titel bei Weltmeisterschaften. Weltmeisterin wurde darüber hinaus Sabrina Buchholz, Medaillen bei Weltmeisterschaften gewannen Christoph Stephan, Alexander Wolf, Kathi Schwaab und Kerstin Moring. Bei Europameisterschaften war Jörn Wollschläger viermal erfolgreich, Juliane Döll ist mit fünf Titelgewinnen zweiterfolgreichste Frau bei Europameisterschaften. Weitere bekannte Biathleten sind Jenny Adler, Steffi Kindt und Lisa Voigt. Auch der US-Amerikaner Jay Hakkinen gehört dem Verein an.
Durch die Ansiedlung der Sportfördergruppe Oberhof trainiert auch Andrea Henkel beim Verein, Männer-Bundestrainer Frank Ullrich war hier ebenso angesiedelt, wie die derzeitigen National- und Kadertrainer Mark Kirchner, Gerald Hönig und Peter Sendel. Gerd Hauke und Roman Böttcher sind Trainer am Sportgymnasium.
Auch im Sommerbiathlon brachte der WSV Oberhof mit Matthias Albrecht, dem siebenfachen deutschen Meister Niklas Heyser sowie Erik Lahl erfolgreiche Athleten hervor.

## Nordischer Skisport

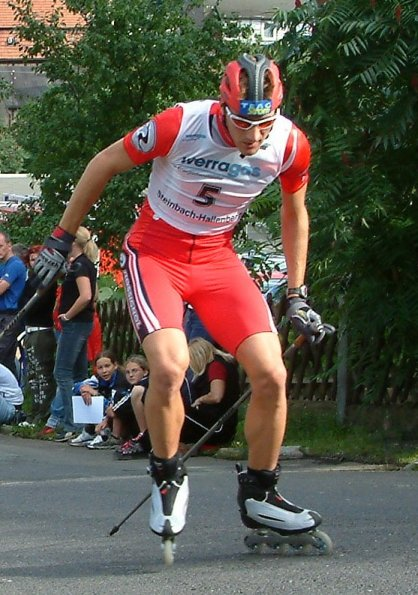
Ronny Ackermann während eines Rennens des Sommer-Grand-Prix in Steinbach-Hallenberg 2004

Erfolgreichste Skilangläuferin ist Olympiasiegerin und Weltmeisterin Manuela Henkel, bei den Skilangläufern ist Andreas Schlütter, der je einmal Olympiasilber- und bronze sowie zweimal Silber und einmal Bronze bei Nordischen Skiweltmeisterschaften gewann, am erfolgreichsten. Zudem gehört Jana Hönig dem Verein an. Durch die Sportfördergruppe Oberhof trainieren beim Verein auch weitere Athleten wie Jens Filbrich. Als Trainer der Sportfördergruppe ist auch Andreas Schlütter als Weltcup-Disziplinentrainer beim Verein angesiedelt. Am Sportgymnasium arbeitet Steffen Pollack.
Erfolgreichster Nordischer Kombinierer ist Ronny Ackermann, der bis zu seinem Vereinswechsel zweimal Olympiasilber gewann, einen Weltmeistertitel und zweimal die Wertung im Gesamtweltcup. Auch Marcel Höhlig gewann Olympiasilber. Ein weiterer Kombinierer im Leistungsbereich war Stephan Münchmeyer.
Im Skispringen ist nach den Olympiasiegern Stephan Hocke und Andreas Wank Gerd Siegmund mit dem Gewinn einer Silbermedaille bei Weltmeisterschaften erfolgreichster Athleten des Vereins. Ralph Gebstedt wurde dreimal deutscher Meister, Jörg Ritzerfeld zweimal Vizemeister. Landestrainer beim Verein ist Rainer Schmidt, Trainer am Gymnasium Ralph Gebstedt.

## Bob- und Rodelsport
Bis zur Gründung des BSR Rennsteig Oberhof wurde noch unter dem Dach des WSV Bob- und Rodelsport auf höchstem Niveau betrieben. Das Bobteam Wolfgang Hoppe, Bogdan Musiol, René Hannemann und Axel Kühn gewann Silber bei Olympischen Spielen und einen Weltmeisterschaftstitel. Im Rennrodeln ist Jan Behrendt mit einem Olympiasieg und vier Weltmeisterschaftstiteln am Erfolgreichsten.
Nach der Neubegründung der Abteilung wurde der Skeletonsportler Alexander Kröckel Dritter bei einer Europameisterschaft, Michael Zachrau gewann im Januar 2013 in Altenberg das Europacup-Rennen und belegte am Ende der Saison in der Gesamtwertung den fünften Platz.
Bei den Olympischen Spielen 2018 in Pyeongchang gewann der Rennrodler Johannes Ludwig im Einzel Bronze und mit Natalie Geisenberger sowie den Doppelsitzern Tobias Wendl und Tobias Arlt in der Teamstaffel die Goldmedaille.

## Behindertensport
In der Trainingsgruppe Behindertensport trainieren hoffnungsvolle Talente Para Ski nordisch und Para-Biathlon.
Langlaufschlitten, die es Rollstuhlnutzern ermöglicht Skisport zu betreiben, stehen zur Verfügung.
Im Behindertensport ist Thomas Oelsner mit fünf Gold- und fünf weiteren Medaillen bei Paralympischen Spielen erfolgreichstes Vereinsmitglied.